# Гад (син Јакова)
Гад (хебр. גד‎ - срећа) је библијска старозаветна личност, седми син патријарха Јакова, први син Зилфе, слушкиње његове жене Лије (Пост. 30,11), брата Асира. Од њега је настало Гадово племе.

## Гадови потомци
Гад је родоначелник једног од дванаест племена Израиља (племена Гадова): „Гадови синови: Зифион и Хаги, Шуни и Езбон, Јери и Ароди и Арели“ (Пост. 46:16).
Када су Јевреји освојили Обећану земљу, ово племе је бројало до 45 650 људи (Бројеви 1:25). Приликом пресељења ово племе је добило земље источно од реке Јордан.
Историја храброг и ратоборног племена Гада представља сталне ратове са околним племенима (1. Лет. 5:19, 20-22, 12:8 они су победили све своје непријатеље).
У православљу је поштован међу мноштвом светаца као један од праотаца. Његов спомен празнује се у Недељу Светих Праотаца (претпоследња недеља пред празник Рождества Христовог).